# Feldgrieben

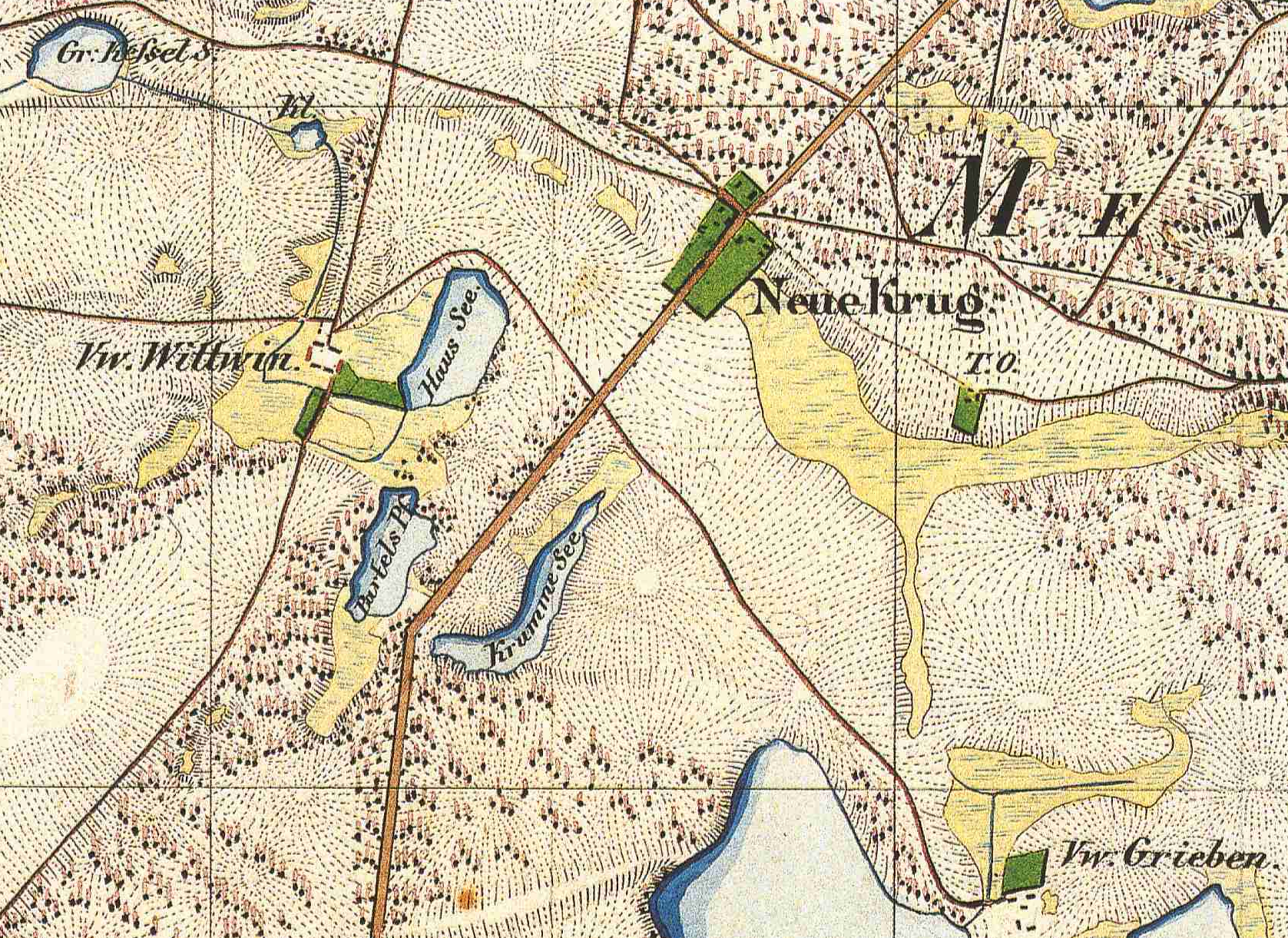
Die Gemeindeteile Beerenbusch, Feldgrieben und Wittwien der Stadt Rheinsberg und der abgegangene Teerofen Gollinsofen auf dem Urmesstischblatt 2843 Rheinsberg von 1825.

Feldgrieben ist ein Gemeindeteil der Stadt Rheinsberg im Landkreis Ostprignitz-Ruppin (Brandenburg). Das mittelalterliche Dorf war früh wüst gefallen. Die Feldmark wurde als Beutenheide genutzt. Hier stand ein Vorwerk, das im Jahr 1753 abbrannte. 1754 wurde das Vorwerk wieder aufgebaut, und es wurden vier Kolonisten angesetzt. Der Gemeindeteil hatte am 1. März 2023 nur 5 Einwohner.

## Lage
Feldgrieben liegt knapp 5 km nordöstlich der Kernstadt Rheinsberg am Wittwesee; der nächst Ort ist der Gemeindeteil Beerenbusch, 1,7 km nordwestlich gelegen. Er ist über den Feldgriebener Weg von Wittwien und Beerenbusch zu erreichen. Eine kleinere Straße führt durch den Ort zunächst nach Osten, dann nach Süden und mündet in die L15 (Menz-Rheinsberg). Der Ort liegt auf 62 m ü. NHN.

## Geschichte
Das mittelalterliche Dorf Grieben ist im 14./15. Jahrhundert wüst gefallen. Bei der Erstnennung 1530 war es bereits eine wüste Feldmark. Wahrscheinlich war die Feldmark aber nicht komplett wüst gefallen, denn in der Erstnennung heißt es, das Velt zu Gryben, d. h. zumindest Teile der Feldmark wurden weiter genutzt. Der Name leitet sich von einer aplb. Grundform *Grib’n ab, einem Ort, wo es Pilze gibt. Eine Namensübertragung von Grieben (Landkreis Stendal) oder Hohengrieben (Altmarkkreis Salzwedel), jeweils in der Altmark gelegen, ist aber nicht auszuschließen. Das mittelalterliche Dorf Grieben lag nicht exakt an der Stelle des heutigen Gemeindeteils, sondern 300 Meter nordwestlich am Rande einer Wiesenniederung.
Die wüste Feldmark gehörte bei der Erstnennung 1530 dem Kloster Lindow. Bei der Säkularisation des Klosters und Umwandlung in ein evangelisches Fräuleinstift verblieb dem Stift nur wenig vom ursprünglichen Klosterbesitz, der überwiegend in landesherrlichen Besitz überging (Amt Lindow). Die wüste Feldmark Grieben war ein solches Besitzstück. Bis 1612 hatte die Bürgerfamilie Schröder in Rheinsberg die Feldmark als Lehen inne. Sie hatten einen freien Kahn auf dem Wittwesee, der seit alters zu dieser Feldmark gehörte. Außerdem wurde die Feldmark als Beutenheide (Honiggewinnung) genutzt.
1613 kam Jobst (II.) von Bredow in Rheinsberg, Inhaber der Herrschaft Rheinsberg, in den Besitz der wüsten Feldmark Grieben. Er verkaufte die Herrschaft Rheinsberg 1618 an Cuno von Lochow, Domherr zu Magdeburg. Unklar ist, ob die wüste Feldmark Grieben ebenfalls mitverkauft wurde. Nach dem Historischen Ortslexikon sollen die von Bredows zu Rheinsberg bis Mitte des 17. Jahrhunderts im Besitz der wüsten Feldmark Grieben gewesen sein. Jobst (II.) von Bredow erwarb 1623 die Herrschaft Neu Zauche und die Herrschaft Lübbenau in der Niederlausitz; und er war dort Landesältester des Krummspreeischen Kreises.
1753 war das Vorwerk Grieben, später Feld-Grieben oder Feldgrieben genannt, schon aufgebaut und der Pächter Johann Wegener aus Pommern hatte schon viel Holz abgeräumt. In diesem Jahr (1753) brannte das Vorwerk ab, wurde aber wieder aufgebaut. Er beschwerte sich über das Fräuleinstift Lindow wegen der Behinderung beim Wiederaufbau seiner abgebrannten Gebäude. Wenig später suchte Joachim Christian Wegener um die Erlaubnis nach, auf der Feldmark Grieben ausländische Familien als Kolonisten anzusetzen. Dem Gesuch wurde ganz offensichtlich stattgegeben, denn 1758 wohnten bereits 4 Kolonistenfamilien in zwei Doppelhäusern in Feldgrieben. Die Bewohner waren in Rheinsberg eingekircht. Die Größe des Gutes wurde mit 20 Morgen Gerstenland, 30 Morgen Haferland, 416 Morgen 116 Quadratruten 3- bis 6-jähriges Land und 50 Morgen Kienenheide angegeben. Der Viehbestand belief sich auf 10 Kühe und 400 Schafe. Anton Friedrich Büsching bezeichnet Feldgrieben daher 1775 als Schäferei.
Nach der Denkmaltopographie erwarb der Besitzer von Meerkatzenheide Schulz 1756 die Feldgriebener Feldmark in Erbpacht. Meerkatzenheide wurde später auch Wittwien genannt. Aus den Jahren 1757 bis 1760 datieren Streitigkeiten zwischen dem Erbpächter Schulz und dem Kommerzienrat Johann Georg Stropp, dem Erbpächter der Zechliner Weißen Glashütte wegen des Etablissement zu Feldgrieben. Schulz dürfte Feldgrieben wie auch das Vorwerk Meerkatzenheide bis 1784 gepachtet haben. Auf ihn folgte (bis 1793) der Geheime Kriegsrat Siebmann, der Amtmann des Amtes Goldbeck in der Prignitz. 1791–94 klagte das Fräuleinstift Lindow gegen ihn, weil er Feldgrieben in das Stiftsgerichtshypothekenbuch eingetragen hatte.
Von 1793 bis 1801 (bis 1803?) war Feldgrieben im Besitz von Chevalier Stanislas Johann de Boufflers, dem auch das Gut Meerkatzenheide (ab 1818 Wittwien) gehörte. Der Acker wurde mit 3 Wispeln Roggen, 12 Scheffel Gerste, 1 Wispel 12 Scheffel Hafer, 12 Scheffel Erbsen, ein Wispel Kartoffeln, ein Wispel Buchweizen und ein Scheffel Leinsamen besät. Dazu gehörte eine Kieferschonung von 30 Morgen. Weide und Boden galten als schlecht. Die Bewohner waren nach Heinrichsdorf eingekircht. Der Ort bestand 1766 aus drei Feuerstellen (Wohnhäusern) und hatte 1766 27 Einwohner, 1785 41 Einwohner und 1798 21 Einwohner. Der Viehbestand wurde zusammen für Wittwien und Feldgrieben angegeben: 4 Pferde, 38 Stück Rindvieh, 400 Schafe und 34 Schweine. Johann Ernst Fabri gibt für 1767 drei Feuerstellen mit 20 Einwohnern, für 1787 41 Einwohner an. Für 1801 nennt Bratring ebenfalls drei Feuerstellen in Feldgrieben mit 6 Einliegern und 33 Bewohnern. Als Besitzer von Feldgrieben führt er Kammerrat Zimmermann in Brandenburg an der Havel auf.
1812 klagte das Fräuleinstift Lindow gegen die Erben des Geheimen Finanzrates Schomer wegen des rückständigen Zinses in Höhe von 280 Talern von den Dörfern Feldgrieben und Beerenbusch. Sehr wahrscheinlich ist hier der Finanzrat Johann George Carl Schomer (1741–1808) gemeint.
Das Ortschafts-Verzeichniß des Regierungs-Bezirks Potsdam von 1817 bezeichnet Feldgrieben als Erbpachtsvorwerk des Klosters Lindow. Besitzerin war Frau Reisestallmeisterin von Wittken. Die Topographisch-statistische Uebersicht des Regierungs-Bezirks Potsdam und der Stadt Berlin von 1841 nennt Feldgrieben ein Vorwerk mit drei Wohngebäuden und 27 Bewohnern. Als Besitzer wird das Fräuleinstift zu Lindow angegeben. Berghaus nennt für 1850 einen Besitzer Rackow. Auch im Amtsblatt von 1849 ist dieser Rackow bereits verzeichnet. Er wollte damals die Fischerei auf dem Wittwesee verpachten; dazu gehörte auch ein Wohnhaus und mehrere Morgen sehr schöner Gartenländereien und Wiesen. Es handelte sich dabei wahrscheinlich um das Fischerhaus am Südende des Witwesees, das im Urmesstischblatt von 1825 verzeichnet ist. Er war schon seit 1838 Pächter des Nachbargutes Wittwien. 1845 musste er dieses jedoch verkaufen.
Die Ortschafts-Statistik des Regierungs-Bezirks Potsdam mit der Stadt Berlin von 1861 (unter Beerenbusch) verzeichnet 3 Wohngebäude, 4 Wirtschaftsgebäude und 24 Einwohner. Riehl und Scheu geben 3 Wohnhäuser und 23 Einwohner an.
1875 wurde ein Gutsbesitzer Schall zu Feldgrieben zum stellvertretenden Feuerlösch-Commissarius für den Amtsbezirk Menz ernannt.
Nach dem General-Adressbuch der Ritterguts- und Gutsbesitzer im Deutschen Reiche von 1879 hatte das Gut Feldgrieben eine Größe von 735 ha, davon 309 ha Acker, 41 ha Wiesen, 98 ha Hutung, 116,5 ha Wald und 169,5 ha Wasser. Besitzer war ein Mann namens Klein. Das „Handbuch des Grundbesitzes“ von 1885 nennt als Besitzer einen Architekten (Gustav) Krüger aus Berlin. Der Grundsteuerreinertrag war mit 904 Mark angesetzt. Allerdings hatte das Gut nur noch eine Größe von 417 ha, davon 166 ha Acker, 81 ha Wiesen, 59 ha Wald und 161 ha Wasser. Nach dem Handbuch des Grundbesitzes von 1896 hatte sich die Größe weiter verringert, auf knapp 403 ha., davon nur noch 100 ha Acker, 68 ha Wiesen, 71 ha Wald und 192 ha Wasser. Der Besitzer hieß nun Gustav Krüger. Der Betrieb hatte sich auf Holländervieh und Yorkshire-Schweine spezialisiert. Das Güter-Adressbuch der Provinz Brandenburg von Paul Niekammer von 1907 gibt dagegen wiederum eine Größe von 441 ha. Auf dem Hof standen 12 Pferde 35 Stück Rindvieh und 50 Schweine. Besitzer war weiterhin Gustav Krüger. Das Handbuch des Grundbesitzes von 1910 führt nun zwei Güter in Feldgrieben auf, die beide im Besitz von Oberförster a. D. Hubert Roth aus Weteritz waren. Das eine Gut (Rittergut) hatte eine Größe von 402 ha, das andere Gut eine Größe von 417 ha. Hier wurde das Gut Beerenbusch zum Feldgrieben gerechnet, wie die folgende Eintragung in Niekammers Güter-Adressbuch der Provinz Brandenburg von 1914 zeigt. Die beiden Güter Feldgrieben, Rittergut, mit Bärenbusch maßen zusammen 862 ha. Sie gehörten beide dem Oberförster a. D. Hubert Roth in Weteritz (1871–1948), sein Grab befindet sich auf dem Friedhof in Wolfenbüttel, wo er nach der Vertreibung aus Weteritz starb. Er ließ seinen Besitz aber von einem Verwalter namens Stiddien bewirtschaften. Über den Ersten Weltkrieg hinweg hatten sich die Besitzverhältnisse nicht geändert. Lediglich der Verwalter wird nun Studien genannt. Im Güter-Adressbuch der Provinz Brandenburg von Paul Niekammer von 1923 heißt er wieder Stiddien. 1929 ist als Besitzer Freiherr Ulrich/Olrich von der Osten-Sacken angegeben. Er wollte 1938/40 den Wittwesee schließen lassen. Die Familie Osten-Sacken wurde 1945 vertrieben.
| Jahr      | 1767 | 1787 | 1798 | 1801 | 1817 | 1840 | 1858 | 1860 | 1882 | 1894 | 1925 |
| Einwohner | 20   | 41   | 21   | 33   | 12   | 27   | 24   | 24   | 15   | 30   | 8    |

Das Gutshaus wurde danach abgebrochen. Die Gutsgebäude waren zu DDR-Zeiten Kinderferienlager.
Der frühere Gutsherr Ulrich von Osten-Sacken liegt auf dem kleinen Waldfriedhof bei Feldgrieben begraben. Der kleine Friedhof mit vier Grabstellen wurde 2008 wieder freigelegt und restauriert.

## Kommunale Geschichte
Feldgrieben gehörte von Mitte des 19. Jahrhunderts bis 1928 zum Gutsbezirk Beerenbusch. Mit Auflösung der Gutsbezirke wurde Feldgrieben nach Rheinsberg eingemeindet und war seither Ortsteil von Rheinsberg. 1992 bildete Rheinsberg, zusammen mit 15 anderen Gemeinden das Amt Rheinsberg. Mit der Eingemeindung der amtsangehörigen Gemeinden in die Stadt Rheinsberg und Auflösung des Amtes Rheinsberg wurde Feldgrieben ein Gemeindeteil von Rheinsberg. Es hat keine eigene kommunale Vertretung mehr.

## Denkmale und Sehenswürdigkeiten
Die Denkmalliste des Landes Brandenburg für den Landkreis Ostprignitz-Ruppin verzeichnet als einziges Baudenkmal einen Eiskeller nordwestlich des Gutshofes. Der Eiskeller im Stil eines Landhauses entstand Ende des 19. Jahrhunderts.